# Batalla d'Azukizaka (1542)
En la primera batalla d'Azukizaka (小豆坂の戦い, Azukizaka no tatakai) Oda Nobuhide va vèncer Imagawa Yoshimoto, preparant així el camí perquè el seu fill, Oda Nobunaga, esdevingués un dels més grans senyors de la guerra del Japó. Malgrat aquesta desfeta, més tard, l'any 1548, Imagawa va vèncer Nobuhide a la segona batalla d'Azukizaka i va continuar l'expansió del seu territori fins al 1560, quan s'enfrontà amb Nobunaga i va ser mort a la batalla d'Okehazama.